# Irig
Irig (v srbské cyrilici Ириг, maďarsky Ürög) je město ve Sremském okruhu, v podhůří pohoří Fruška Gora v severním Srbsku, administrativní oblasti Vojvodina. Má 4 393 obyvatel, kteří jsou převážně Srbové (79,49 %). Je centrem samostatné opštiny, pod kterou spadá 11 dalších sídel. Severně od města se v lesích pohoří Fruška Gora nacházejí kláštery Staro Hopovo, Novo Hopovo a Grgeteg. Podle města Irig se jmenuje také i hřeben Iriški Venac, který tvoří centrální část pohoří Fuška Gora.
Obec se rozkládá na jižním svahu pohoří Fruška Gora, na hlavním silničním tahu Novi Sad-Ruma-Šabac, severně od dálnice A3.
Obec je známá díky ovocnářství a vinařství. V 19. století zde byla založena první srbská čítárna (čitalište).